# Ivan Perišić
Ivan Perišić (Split, 2 de fevereiro de 1989) é um futebolista croata que atua como meio-campista ou ponta. Atualmente está no PSV Eindhoven.

## Carreira

### Início
Perišić jogou nas categorias de base do Hajduk Split, clube que torcia na infância. O jogador chegou a ser sondado por diversos clubes, como Anderlecht, PSV, Ajax, Hertha Berlim e Hamburgo. Sua única partida pelo Hajduk ocorreu em 16 de julho de 2006 durante um amistoso com o Smederevo, no qual sua equipe venceu por 3 a 1. Perišić então recebeu ofertas do Anderlecht e Sochaux, tendo assinado por este último. Seus atributos físicos e técnicos fizeram com que alguns jornalistas o comparasse com o ex-jogador croata Aljoša Asanović. Ele fez parte do time juvenil do Sochaux que venceu a Copa Gambardella em 2007, mas nunca chegou a atuar profissionalmente pelo clube. Em janeiro de 2009, Perišić foi emprestado ao clube belga Roeselare por seis meses.

### Brugge
Em 26 de agosto de 2009, transferiu-se para o futebol belga. Na temporada 2010–11, Perišić foi o artilheiro do Campeonato Belga com 22 gols pelo Brugge e foi eleito jogador do ano na Bélgica.

### Borussia Dortmund
Seu desempenho começou a chamar atenção de muitos clubes europeus, e ainda durante a janela de transferências do meio do ano de 2011, o croata foi comprado pelo Borussia Dortmund, onde atuou por uma temporada.

### Wolfsburg
Reserva no Borussia Dortmund, meia foi contratado pelo Wolfsburg, assinando um contrato válido por quatro anos. Segundo a imprensa alemã, os Lobos pagaram € 7,5 milhões pela transferência do croata.
Seu desempenho rapidamente agradou ao técnico da equipe. Em sua terceira temporada defendendo o clube alemão foi campeão da Copa da Alemanha e vice-campeão da Bundesliga, sendo um dos principais responsáveis pelo sucesso da equipe.

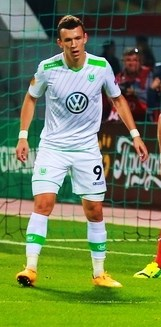
Perisic durante uma partida da Liga Europa em 2014.

### Internazionale
Devido a sua boa fase no Wolfsburg e na Seleção Croata, Perišič foi comprado pela Internazionale em 30 de agosto de 2015, assinando por cinco anos.

### Bayern de Munique
Com a chegada do treinador Antonio Conte, em 13 de agosto de 2019 foi emprestado ao Bayern de Munique por uma temporada, com opção de compra ao fim do período.
Ao final da temporada 2019–20, apesar de não jogar a final da Liga dos Campeões da UEFA, onde foi substituído pelo autor do único gol que deu a vitória ao Bayern, Kingsley Coman, Perišić foi campeão da competição pela primeira vez em sua carreira.

### Tottenham
Perišić foi anunciado como reforço do Tottenham para a temporada 2022–23, assinando um contrato de dois anos com o clube londrino.Ele jogou seus primeiros minutos pelo clube em uma vitória amistosa por 2-1 sobre o Rangers em 23 de julho.

### Hajduk Split
No dia 19 de janeiro de 2024, Ivan Perisic foi anunciado como o mais recente reforço do Hajduk Split, em contrato de empréstimo de seis meses. Perisic ganhará a soma simbólica de um euro por mês. No dia 30 de agosto de 2024, Perišić e o Hajduk rescindiram mutuamente o contrato de acordo com condições pré-determinadas.

### PSV Eindhoven
Assinou com o PSV Eindhoven no dia 18 de setembro de 2024.

## Seleção Nacional
Estreou pela Seleção Croata no dia 26 de março de 2011, em partida contra a Geórgia válida pelas Qualificações para a Euro 2012.
Posteriormente disputou as Eurocopas de 2012, 2016 e 2020, além das Copas do Mundo FIFA de 2014, 2018 e 2022.

## Vôlei de praia
Durante seu período de férias em junho de 2017, Perišić atuou ao lado de Nilsa Dell´Orco na etapa de Porec do Circuito Mundial de Voleibol de Praia. Foram dois jogos e duas derrotas, que causaram a eliminação da dupla ainda na fase de grupos.

## Vida pessoal
Apesar de ter nascido em Split, Perišić foi criado na cidade de Omiš. Quando criança, trabalhou na granja de seu pai.
É casado desde 2012 com Josipa, tendo-a conhecido enquanto cursava o ensino médio. O casal tem dois filhos: Leonardo, nascido em 9 de outubro de 2012, e Manuela, nascida em 28 de julho de 2014.

## Títulos
Borussia Dortmund
- Bundesliga: 2011–12
- Copa da Alemanha: 2011–12

Wolfsburg
- Copa da Alemanha: 2014–15
- Supercopa da Alemanha: 2015

Bayern de Munique
- Bundesliga: 2019–20
- Copa da Alemanha: 2019–20
- Liga dos Campeões da UEFA : 2019–20

Internazionale
- Campeonato Italiano: 2020–21[25]
- Copa da Itália: 2021–22
- Supercopa da Itália: 2021[26]

PSV Eindhoven
- Eredivisie: 2024–25
- Supercopa dos Países Baixos: 2025[27]

### Prêmios individuais
- 93º melhor jogador do ano de 2016 (Marca)[28]

### Artilharias
- Copa dos Países Baixos de 2024–25: 4 gols[29]